# Natalie Wynn
Natalie Wynn (* 21. Oktober 1988) ist eine amerikanische Webvideoproduzentin und Betreiberin des YouTube-Kanals ContraPoints. Ihre Videos behandeln Themen wie Politik, Gender und Philosophie. Sie war eine der ersten Youtuberinnen, die mit ihren Videos der Argumentation politisch Rechter, insbesondere der Alt-Right, entgegenwirkte.

## Leben und Werdegang
Wynn wuchs in Virginia auf. Sie besuchte die Georgetown University in Washington, D.C. und studierte Philosophie. Dann schrieb sie sich an der Northwestern University in Illinois ein, um in Philosophie zu promovieren, und war auch in der Lehre tätig.
Wynn verfasste Romane, unterrichtete Klavier, arbeitete in einer Rechtsanwaltskanzlei und als Texterin.
Wynn ist eine transgender Frau, was in ihren Videos stark zur Sprache kommt. Bevor sie 2017 mit geschlechtsangleichenden Maßnahmen begann, bezeichnete sie sich als „genderqueer“. Wynn ist lesbisch. Sie ist Feministin und wurde auch als Sozialistin bezeichnet, wobei Wynn die Bezeichnung selbst ablehnt und sich als Sozialdemokratin versteht.

## YouTube-Karriere
2008 begann Wynn, YouTube-Videos zu veröffentlichen, zunächst zum Thema Religion und Atheismus. Im Jahr 2016 startete sie den ContraPoints-Kanal als Reaktion auf die „Gamergate-Kontroverse“ und die zunehmende Verbreitung von rechtsgerichteten Videoproduktionen auf YouTube. Sie verlagerte den Inhalt ihrer Videos, um deren Argumenten entgegenzuwirken. Frühe ContraPoints-Videos beschäftigten sich auch mit Rassismus und Online-Radikalisierung. In ihren Videos nutzt Wynn Philosophie, Soziologie und persönliche Erfahrung, um linke Ideen zu erklären und geläufige konservative, rechtsradikale und faschistische talking points und Argumente zu kritisieren. Als eine der ersten wird sie dabei als eine Keimzelle des sogenannten BreadTube genannt, ein loses Netzwerk linker Youtuber, dem unter anderem auch Abigail Thorn angehört.
Ihre Videos sind für aufwendig gestaltete Sets und Kostüme sowie ironischen Humor bekannt. Der Videokanal wird über die Crowdfunding-Plattform Patreon finanziert. Die meisten Videos auf ihrem Kanal sind deutsch untertitelt.
Videos, die vor Wynns Transition entstanden sind, sind auf dem Youtube-Kanal inzwischen nicht mehr zu finden. Wynn erklärt dies auf ihrer Homepage damit, dass diese Videos nicht mehr die Person darstellten, die sie inzwischen geworden sei. Transkripte dieser Videos sind jedoch weiterhin auf der Homepage verfügbar.
2022 gewann ihr Youtube-Kanal den Peabody Award.

## Rezeption
Wynns Videos wurden für ihre Klarheit, Nuancierung und ihren Sinn für Humor gelobt. Sie wurde als „eine der prägnantesten und überzeugendsten Video-Essayisten auf YouTube“ bezeichnet. Das New York Magazine schrieb: „ContraPoints ist sehr gut. Unabhängig davon, ob sich der Zuschauer für Internet-Kulturkriege, YouTube-Nazis oder andere weitreichende Themen in den Videos interessiert oder nicht, sind sie lustig, bizarr, gelehrt und überzeugend.“
Medien beschreiben den YouTube-Kanal oft als geeignet für Millennials aufgrund des humorvollen Stils und des guten Gespürs für Online-Kultur. Wynns Analyse der Verwendung von Memes und codierten Symbolen durch Faschisten wurde vom Southern Poverty Law Center in einem Artikel zitiert, der die rechte Verwendung des OK-Zeichens erklärte.
2018 veröffentlichte The New Yorker ein Porträt Wynns, nachdem ihr Video über Incels mehr als eine Million Mal angesehen worden war. Darüber hinaus wurde Wynn beschrieben als „eine der wenigen Linken, die nuanciert sein kann, ohne langweilig zu wirken“. Polygon erklärte ihr Video über Incels zu einem der zehn besten Video-Essays des Jahres 2018.
In der Huffpost wurde Wynns Verwendung von Nazi-Symbolik kritisiert. Auch als Parodie verwendet trage sie dazu bei, diese Bilder zu normalisieren. Gleichzeitig wurde Wynns Auseinandersetzung mit rechtsextremen Argumenten kritisiert.
Im Oktober 2019 wurde Wynn auf Twitter harsch dafür kritisiert, in einem ihrer Videos den transsexuellen Pornodarsteller Buck Angel (einige von dessen öffentlichen Äußerungen wurden von den Kritikern als feindlich gegenüber Non-Binary eingestuft) ein kurzes Zitat einsprechen zu lassen. Sie reagierte darauf mit einem Video, in dem sie diese Kontroverse in den größeren Kontext der so genannten Cancel Culture stellte.

## Filmographie
- 2022: Bee and PuppyCat (Stimme)
- 2023: The Youtube Effect (Dokumentation)